# 1906

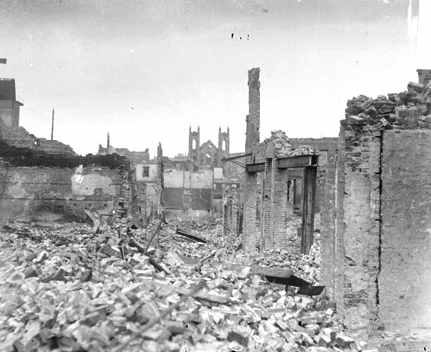
Chinatown, San Francisco na de aardbeving

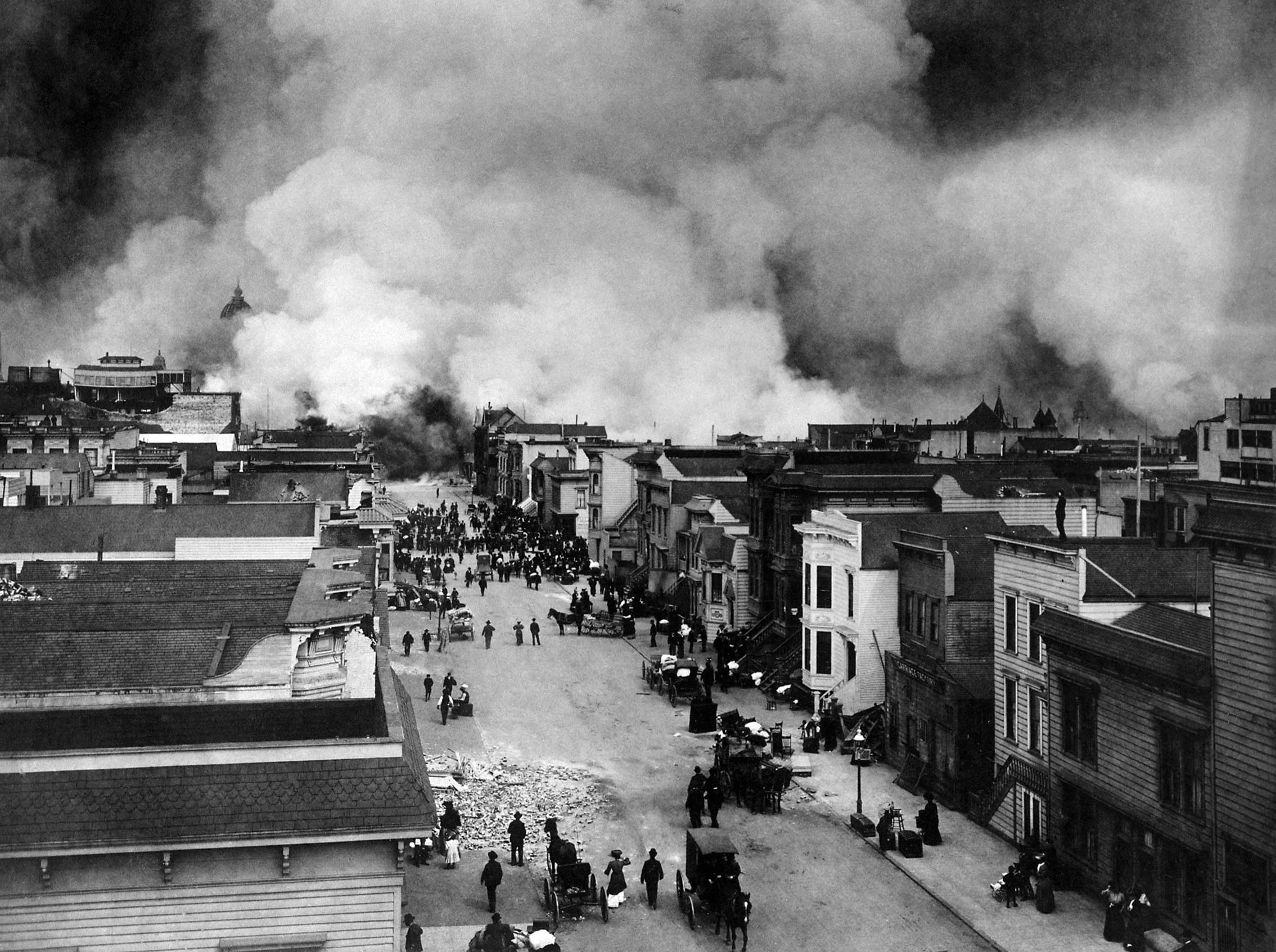
Het Mission District in San Francisco brandt na de aardbeving in 1906.

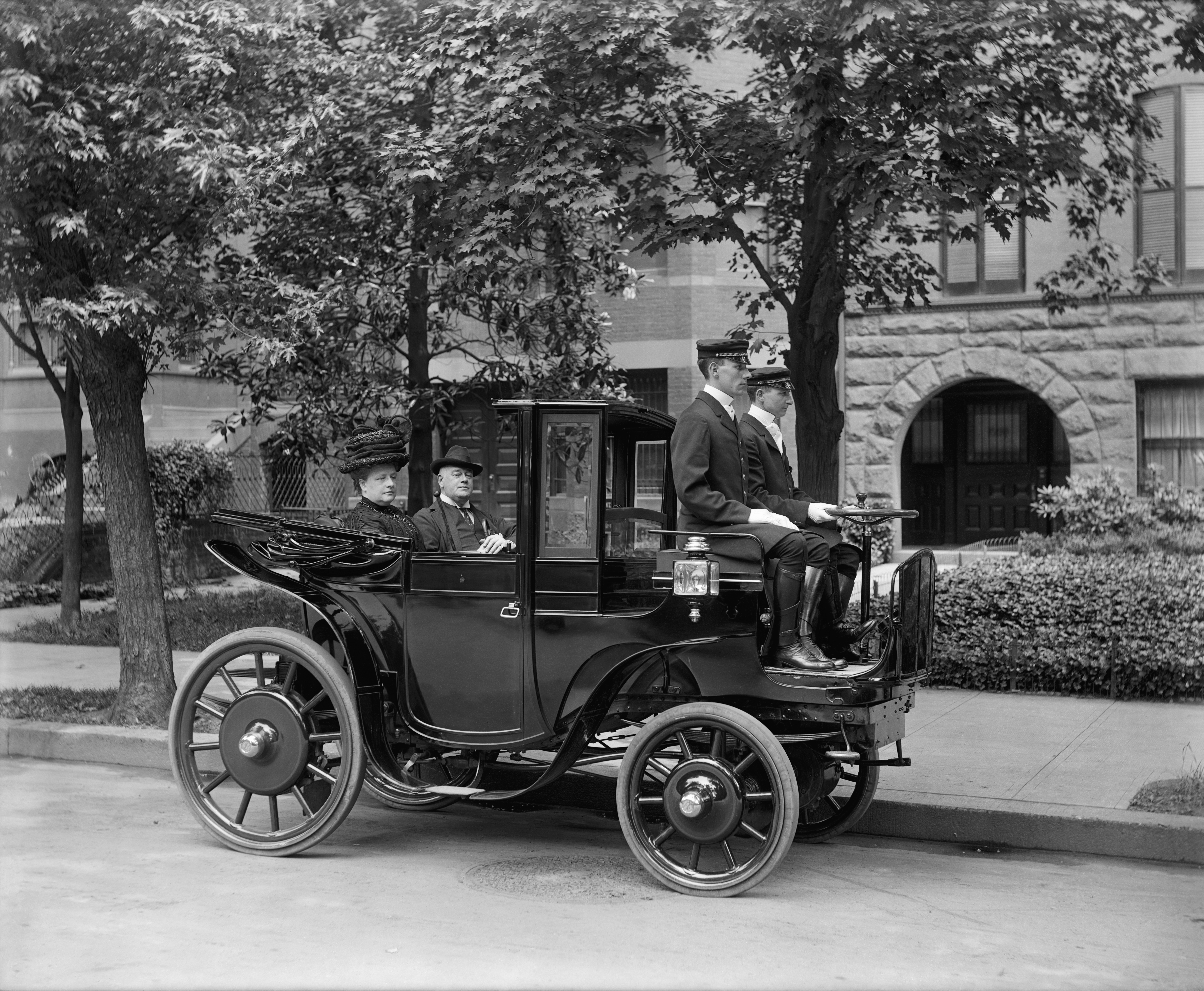
De Kriéger Electric Landaulet (cira 1906).

Het jaar 1906 is een jaartal volgens de christelijke jaartelling.

## Gebeurtenissen
januari
- 1 - Het Nederlands Verbond van Vakverenigingen (NVV) wordt opgericht. Henri Polak wordt voorzitter.
- 1 - Frankrijk voert de scheiding van kerk en staat in.
- 7 - In Japan komt het kabinet van Katsura Taro ten val. De Japanners zijn teleurgesteld in het Verdrag van Portsmouth. De winst in de Russisch-Japanse Oorlog is onvoldoende verzilverd, zo luidt de algemene mening.
- 10 - De Britse minister van Oorlog Haldane dient een geheim plan in voor British Expeditionary Force.
- 15 - Nederland vervangt het systeem van rijvergunningen voor motorvoertuigen door provinciale kentekens.
- 16 - De Conferentie van Algeciras probeert de Marokkocrisis te bezweren.
- 17 - Het luchtschip LZ2 stijgt op voor zijn eerste en enige vaart. Als beide motoren uitvallen, moet het luchtschip in de bergen van Allgäu landen, waar het door een storm onherstelbaar wordt beschadigd.
- 22 - Het Amerikaanse stoomschip Valencia vergaat op de zuidwestkust van Vancouver Island. 119 opvarenden komen om het leven.
- 26 - Fred Marriott vestigt een wereldsnelheidsrecord in de Stanley Rocket, een stoomauto, met een snelheid van 127,7 mph (205,5 km/h).

februari
- 7 - Benoeming van Désiré-Joseph Mercier tot aartsbisschop van Mechelen en primaat van de Belgische kerkprovincie.

maart
- 10 - Ingebruikstelling van de Bakerloo Line in Londen tussen Westminster Bridge Road en Baker Street.
- 12 - Vooral Vlaanderen en Zeeland worden getroffen door watersnood.
- 26 - De Electrotechnische Vereeniging (ETV) wordt opgericht.
- 30 - België besluit tot de aanleg van een buitenlinie om de Stelling van Antwerpen Deze Hoofdweerstandstelling omvat op de rechteroever 16 forten en 10 schansen en op de linkeroever 5 forten en 2 schansen
- maart - Verschijning van het eerste oorspronkelijk Nederlandse Verkade-album, "Lente", met teksten van Jac. P. Thijsse en illustraties van Willem Wenckebach.

april
- 8 tot 11 - Tijdens militaire besprekingen in Sint-Petersburg zegt Frankrijk de Russen hulp toe bij de wederopbouw van de Russische strijdkrachten.
- 18 - De aardbeving van 1906 (geschatte magnitude 7,8 op de schaal van Richter) richt grote schade aan in San Francisco. Er zijn 3000 doden, 225.000–300.000 mensen zijn dakloos, de schade wordt geraamd op 350 miljoen dollar.
- 18 - Oprichting van de Gereformeerde Bond tot Vrijmaking van de Nederlandse Hervormde Kerk door verontruste leden die meer vrijheid willen van de plaatselijke gemeenten ten opzichte van de landelijke synode.
- 19 - Een week na de afvaart uit Antwerpen vergaat het schoolschip Comte de Smet de Naeyer in de Golf van Biskaje.
- 22 - In Rusland komt de Doema bijeen. Ivan Goremykin wordt voorzitter van de ministerraad.
- 22 - Opening van de Olympische Tussenspelen te Athene. Voor het eerst trekken de landenploegen achter hun vlag het Olympisch Stadion van Athene binnen.
- Internationale conventie te Algeciras.
- Bureau Wijsmuller opgericht. Jan Wijsmuller begint zijn eenzame tocht op een klein stoomsleepbootje vanuit Rotterdam naar Bahia Blanca, Argentinië.
- april - Op de Orkneyeilanden komen de Stones of Stenness, de Ring of Brodgar en Maeshowe in Brits staatsbeheer.

mei
- 2 - Afsluiting van de Olympische Tussenspelen. Voor het eerst vindt een slotceremonie plaats in het Olympisch Stadion van Athene waaraan onder anderen 6000 schoolkinderen deelnemen.
- 6 - Eerste Targa Florio autorace op een parcours van 146 kilometer lengte over verraderlijke, bergachtige wegen in het Madoniegebergte in de buurt van Palermo op Sicilië.
- 19 - Koning Victor Emanuel III van Italië en bondspresident Ludwig Forrer van Zwitserland openen de Simplontunnel, die Milaan per spoor verbindt met Parijs en Londen.
- 19 - Eerste koers op de renbaan Duindigt bij Wassenaar. Ze komt in de plaats van de renbaan in het park Clingendael, die vorig jaar moest wijken voor een spoorlijn.
- 31 - Koning Alfons XIII van Spanje trouwt met Victoria Eugénie van Battenberg, kleindochter van koningin Victoria. Tijdens een rijtoer door Madrid wordt een bomaanslag gepleegd, waarbij doden vallen in het gevolg van het bruidspaar.

juni
- 15 - Aanvaring tussen twee schepen nabij Den Helder. 11 doden.[1]
- 20 - In Utrecht wordt de eerste elektrische tramlijn geopend.
- 22 - De vlag van Zweden wordt vastgesteld: op een Blauwe achtergrond staat een geel Scandinavisch kruis.

juli
- 7 - De Simplon Express wordt door Wagon-Lits indienstgesteld op het traject Londen - Venetië, via de Simplontunnel.
- 12 - Officiële rehabilitatie van kapitein Dreyfus.
- 22 - De tsaar aller Russen ontbindt de eerste Staatsdoema.
- 23 - In de Russische stad Odessa (Oekraïne) breken jodenpogroms uit.

augustus
- 4 - Het Italiaanse emigrantenschip, het stoomschip Sirio loopt op een rif bij Kaap Palos (Spanje) en vergaat. 442 van de 822 opvarenden komen om het leven.
- 13 - Oprichting van de Belgische voetbalclub Berchem Sport te Antwerpen.
- 16 - Een aardbeving richt veel verwoestingen aan in Valparaíso (Chili). De kust wordt over een lengte van 170 kilometer tot 80 centimeter opgeheven. De aardbeving van 8,6 op de schaal van Richter, kost 20.000 slachtoffers.
- 28 - In het Zwitserse Genève vindt het Universeel Esperantocongres plaats.
- augustus - Door Europeanen wordt Nordostrundingen ontdekt en van een naam voorzien tijdens de mislukte Danmark-

expeditie.
september
- 12 - Na een bouwtijd van vier jaar wordt de Zweefbrug van Newport over de Usk in gebruik genomen.
- 20 - Bij de nadering van het KNIL-leger onder generaal Rost van Tonningen plegen de vorsten van Bali met hun gevolg Perang Poepoetan (collectieve zelfmoord).
- 22 - Oprichting van hockeyclub HOC Gazellen Combinatie, kortweg HGC, in Wassenaar.

oktober
- 1 - Opening van de spoorlijn Almelo-Mariënberg door de NOLS.
- 11 - In San Francisco moeten kinderen van Japanse immigranten voortaan naar aparte scholen.
- 16 - Een Pruisisch avonturier steekt zich in een zelfgemaakt uniform, verzamelt een troepje soldaten rond zich en bezet het raadhuis van een provincieplaatsje. Hij gaat de geschiedenis in als de kapitein van Köpenick.
- 17 - De Afdeling Utrecht der Societas Studiosorum Reformatorum (S.S.R.U.) ziet het levenslicht.

november
- 9 - Met een decreet dat het recht op landbezit erkent, beginnen in Rusland de Landbouwhervormingen van Stolypin.
- 16 - Gekleed in linnen pak en met een strohoed op inspecteert president Theodore Roosevelt de aanleg van het Panamakanaal. Een foto gaat de wereld over, en de Panamahoed is geboren.
- 22 - In Bilthoven wordt de Stichtse Cricket en Hockey Club (SCHC) opgericht.
- 24 - Op de internationale radiografische conferentie te Berlijn wordt gekozen voor het Duitse S.O.S. als noodsignaal in plaats van het Marconistische CQD.

december
- 2 - De Britse Royal Marine neemt de HMS Dreadnought in gebruik. Dit grootste en zwaarst bewapende slagschip ter wereld is het eerste van een nieuwe klasse en maakt op slag alle oorlogsbodems verouderd en jaagt de wapenwedloop verder aan.
- 21 - De Nederlandse marine neemt haar eerste onderzeeboot in dienst, Hr. Ms. O 1.
- 24 - Op kerstavond zendt de Canadese uitvinder Reginald Fessenden vanuit Bryant Rock (Massachusetts) het eerste radioprogramma uit. Verbaasde marconisten horen hem het kerstevangelie voorlezen, gelardeerd met het Largo van Händel.
- 30 - Moslims in Brits-Indië richten in Dhaka de Moslim Liga op.

zonder datum
- (Servië) De Varkensoorlog gaat van start.

## Muziek
- De Finse componist Jean Sibelius componeert Pan & Echo, opus 52
- Paul Dukas componeert Villanelle, voor hoorn, piano en orkest
- Het liedboek Kun je nog zingen, zing dan mee verschijnt.

### Premières
- 11 februari, Østerdølsmarschen van Johan Halvorsen
- 17 februari, Rustiques van Albert Roussel
- 21 april, Quatre poèmes opus 3 van Albert Roussel
- mei, opera Het pand der goden van Johannes Nicolaas Helstone
- 17 mei, Brigg Fair in de versie van Percy Aldridge Grainger
- 24 mei, Sea Drift van Frederick Delius, niet in Engeland, maar in Duitsland
- november, Love and spring van Rutland Boughton wordt uitgevoerd in Birmingham

## Beeldende kunst

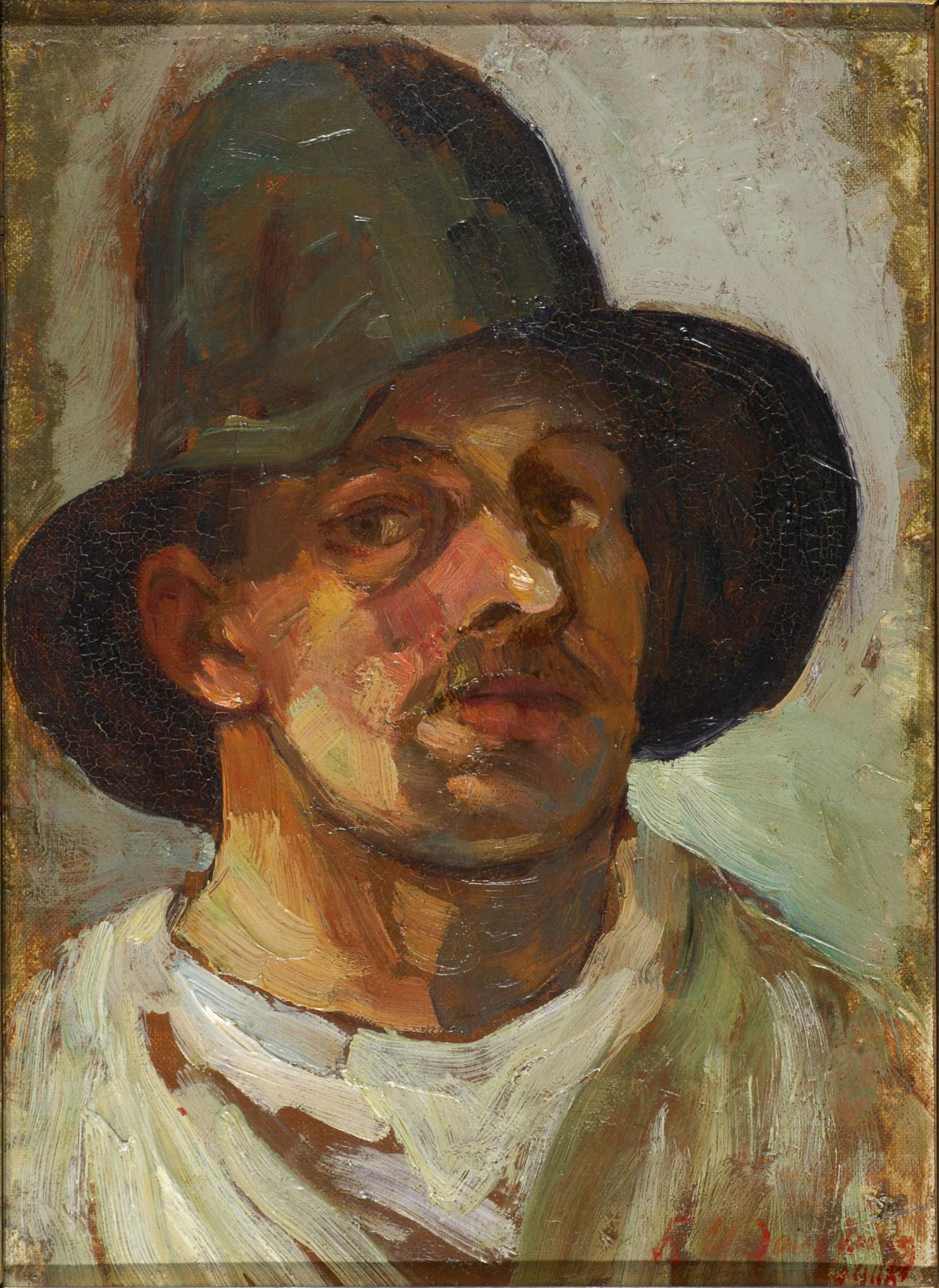
Zelfportret met hoed Theo van Doesburg
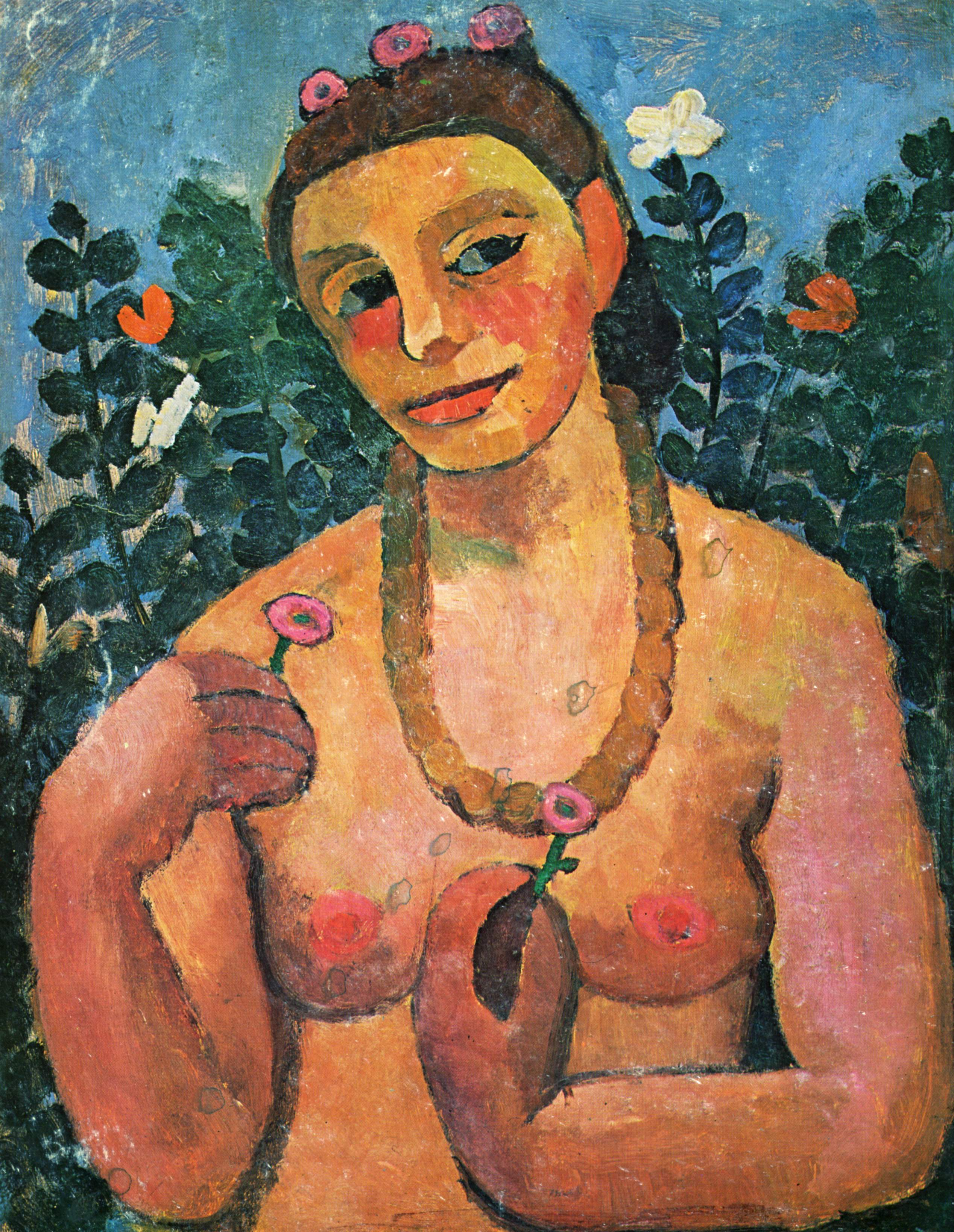
Zelfportret Paula Modersohn-Becker
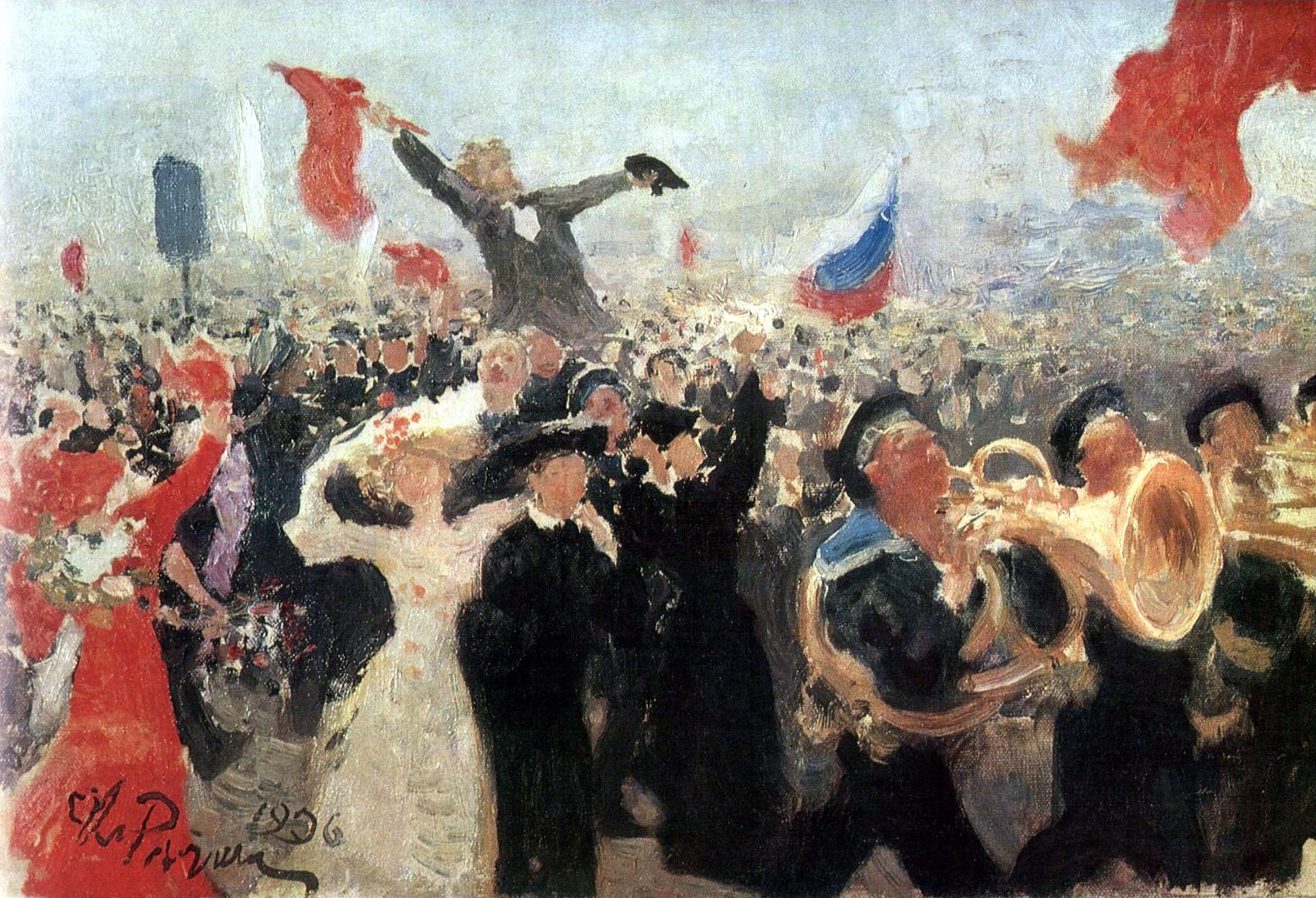
Demonstratie op 17 oktober 1905 Ilja Repin
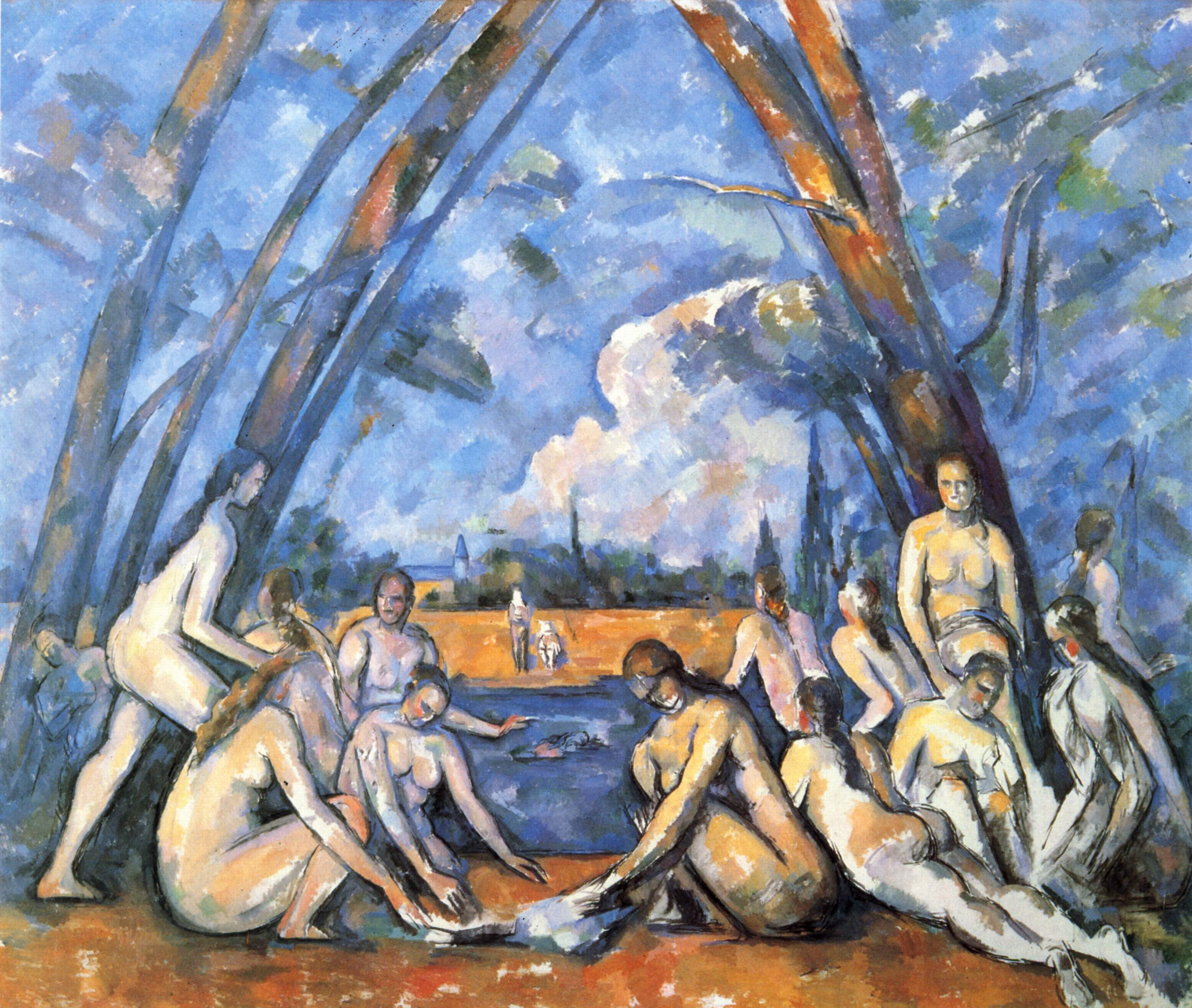
Baadsters (ca. 1906) Paul Cézanne, Philadelphia Museum of Art

## Bouwkunst

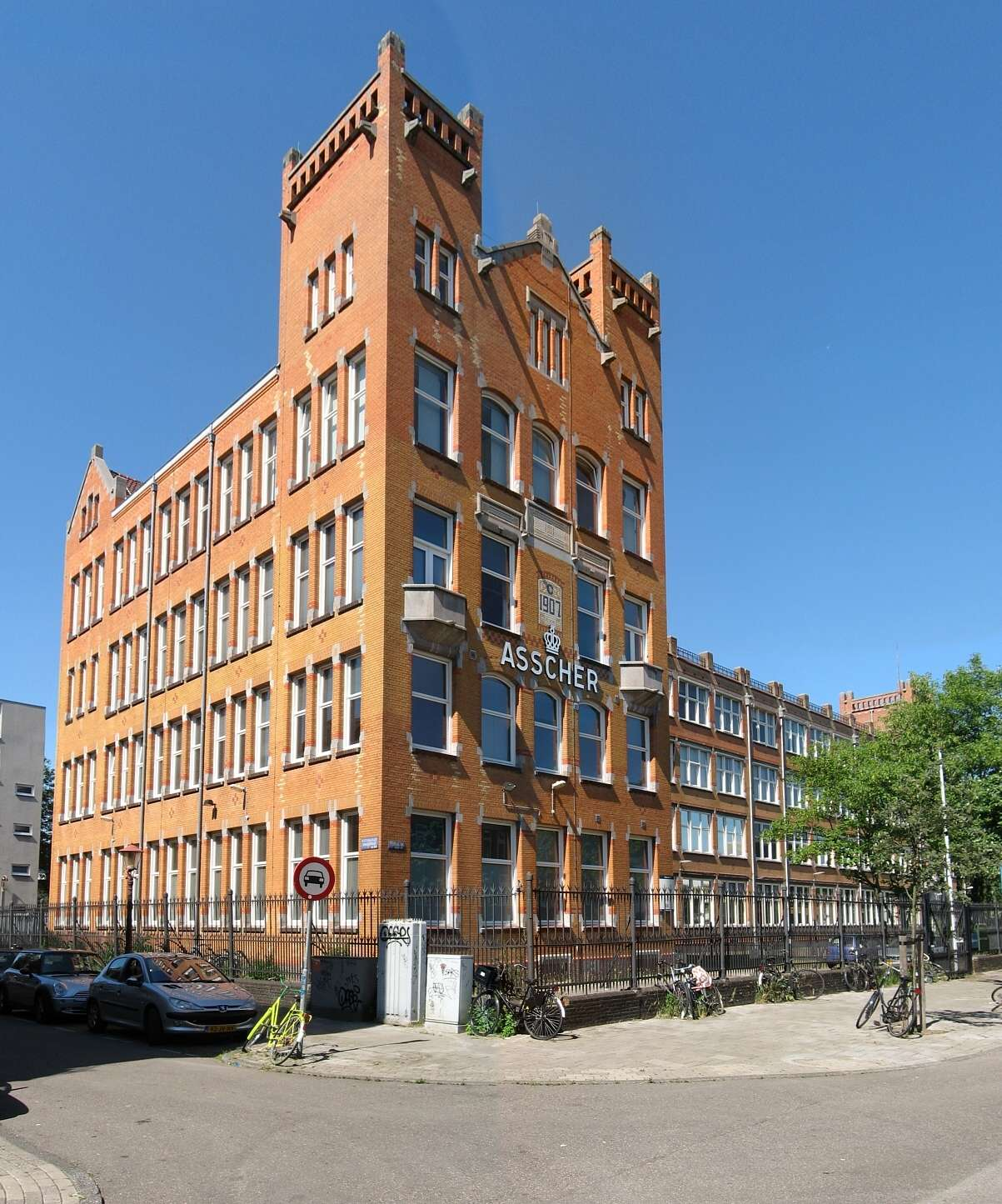
Diamantslijperij Asscher (1906) Gerrit van Arkel, Amsterdam
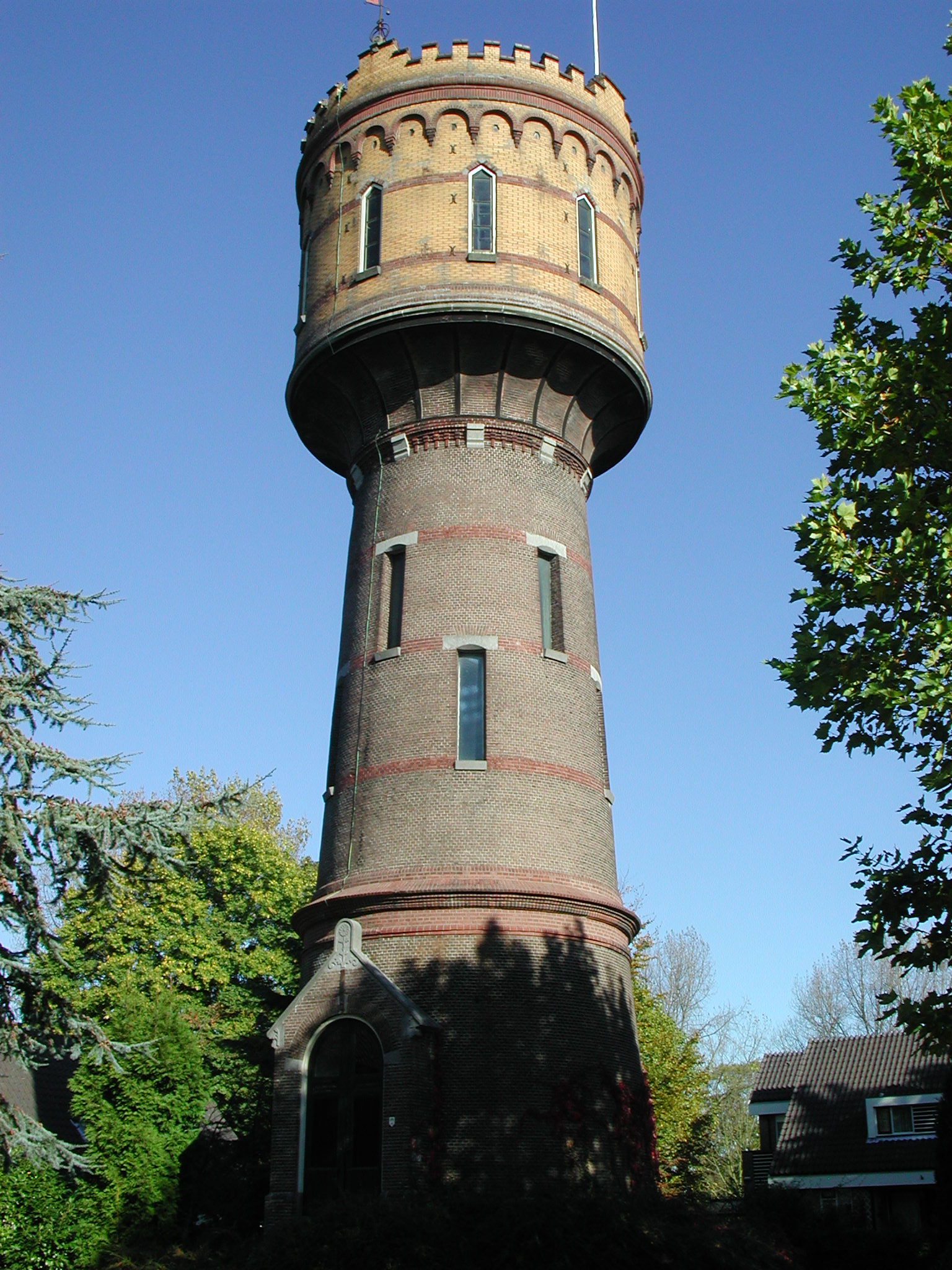
Watertoren Woerden Jan Schotel

## Geboren

### januari
- 4 - Margel Hinder, Amerikaans-Australisch beeldhouwer (overleden 1995)
- 5 - Gerard Bertheloot, Belgisch atleet (overleden 1950)
- 5 - Wild Bill Davison, Amerikaans jazzcornettist (overleden 1989)
- 6 - Jaap Wagemaker, Nederlands kunstschilder (overleden 1972)
- 8 - Sieuwert Bruins Slot, Nederlands politicus (ARP), parlementslid en hoofdredacteur van het dagblad Trouw (overleden 1972)
- 11 - Albert Hofmann, Zwitsers chemicus (overleden 2008)
- 12 - René David, Frans rechtsgeleerde (overleden 1990)
- 12 - Emmanuel Levinas, Frans filosoof (overleden 1995)
- 13 - Zhou Youguang, Chinees econoom en taalkundige (overleden 2017)
- 15 - Aristoteles Onassis, Grieks reder (overleden 1975)
- 18 - Nils Axelsson, Zweeds voetballer (overleden 1989)
- 18 - Leslie Southwood, Brits roeier (overleden 1986)
- 21 - Igor Moisejev, Russisch choreograaf (overleden 2007)
- 25 - Toni Ulmen, Duits autocoureur (overleden 1976)
- 26 - Leo Halle, Nederlands voetbaldoelman (overleden 1992)

### februari
- 3 - Ludvig Nielsen, Noors componist (overleden 2001)
- 4 - Clyde Tombaugh, Amerikaans astronoom die de dwergplaneet Pluto ontdekte (overleden 1997)
- 5 - John Carradine, Amerikaans acteur (overleden 1988)
- 7 - Oleg Antonov, Sovjet-Russisch vliegtuigbouwer (overleden 1984)
- 10 - Walraven van Hall, Nederlands bankier en verzetsstrijder (overleden 1945)
- 10 - Erik Rhodes, Amerikaans acteur (overleden 1990)
- 11 - Anita Garvin, Amerikaans actrice (overleden in 1994)
- 12 - Jan Broeksz, Nederlands journalist, omroeppionier en -voorzitter (VARA), politicus en radiopresentator (overleden 1980)
- 14 - Felix Meskens, Belgisch atleet (overleden 1973)
- 15 - Jan Pijnenburg, Nederlands wielrenner (overleden 1979)
- 17 - Mary Brian, Amerikaans actrice (overleden 2002)
- 20 - Gale Gordon, Amerikaans komisch acteur (overleden 1995)
- 21 - Leonida Frascarelli, Italiaans wielrenner (overleden 1991)
- 23 - Corrie Hartong, Nederlands danseres, choreografe en danspedagoge (overleden 1991)
- 24 - Ludwig Stubbendorf, Duits ruiter (overleden 1941)
- 26 - Madeleine Carroll, Amerikaans actrice (overleden 1987)
- 27 - Nico de Rooij, Nederlands jazzpianist (overleden 1959)

### maart
- 2 - Jan Ankerman, Nederlands hockeyer (overleden 1942)
- 4 - Charles Walgreen jr., Amerikaans ondernemer (overleden 2007)
- 6 - Lou Costello, Amerikaans acteur en komiek (overleden 1959)
- 8 - Victor Hasselblad, Zweeds uitvinder van de Hasselblad-fotocamera (overleden 1978)
- 9 - Gustav Lotterer, Duits componist (overleden 1987)
- 10 - Alejandro Abadilla, Filipijns dichter en schrijver (overleden 1969)
- 10 - Georg-Wilhelm Schulz, Duits onderzeebootkapitein (overleden 1986)
- 15 - Helen Wainwright, Amerikaans zwemster (overleden 1965)
- 16 - Anton Rooskens, Nederlands beeldend kunstenaar (overleden 1976)
- 17 - Brigitte Helm, Duits actrice (overleden 1996)
- 19 - Adolf Eichmann, Duits nazi-functionaris en oorlogsmisdadiger (overleden 1962)
- 20 - Abraham Beame, Amerikaans Democratisch politicus; burgemeester van New York 1974-1977 (overleden 2001)
- 20 - Jikke Ozinga, Nederlands verzetsstrijder (overleden 1996)
- 22 - Marcel Hastir, Belgisch kunstschilder en theosoof (overleden 2011)
- 22 - Arthur Winston, Amerikaans "Werknemer van de Eeuw" (overleden 2006)
- 27 - Cecil Purdy, Australisch schaker (overleden 1979)
- 28 - Joseph Wright, Canadees roeier (overleden 1981)
- 29 - James Bausch, Amerikaans meerkamper (overleden 1974)
- 29 - Co Verkade, Nederlands zakenman (overleden 2008)
- 30 - Sjef van Dongen, Nederlands Noordpoolvorser en politicus (overleden 1973)
- 31 - Shinichiro Tomonaga, Japans natuurkundige en Nobelprijswinnaar (overleden 1979)

### april
- 3 - Julius Caesar de Miranda, Surinaams jurist en politicus (overleden 1956)
- 5 - Hans s'Jacob, Nederlands politicus (overleden 1967)
- 6 - Alberto Zorrilla, Argentijns zwemmer (overleden 1986)
- 10 - Julia Clements, Brits schrijfster en bloemschikster (overleden 2010)
- 12 - Sytse Ulbe Zuidema, Nederlands filosoof (overleden 1975)
- 13 - Samuel Beckett, Iers toneelschrijver en dichter (overleden 1989)
- 13 - Elise Vantruijen, Belgisch atlete (overleden ??)
- 22 - Eddie Albert, Amerikaans acteur (overleden 2005)
- 22 - Snorri Hjartarson, IJslands dichter (overleden 1986)
- 25 - William Brennan, Amerikaans rechter (overleden 1997)
- 28 - Kurt Gödel, Oostenrijks-Amerikaans wiskundige (overleden 1978)

### mei
- 3 - Mary Astor, Amerikaans actrice (overleden 1987)
- 3 - René Huyghe, Frans conservator, kunstpsycholoog en estheticus (overleden 1997)
- 7 - Jan Stender, Nederlands zwemcoach (overleden 1989)
- 8 - Roberto Rossellini, Italiaans regisseur (overleden 1977)
- 11 - Jacqueline Cochran, Amerikaans vliegenierster en onderneemster
- 12 - Zacharias Anthonisse, Nederlands hoogleraar theologie (overleden 1985)
- 17 - Frederic Prokosch, Amerikaans schrijver en dichter (overleden 1989)
- 19 - Bruce Bennett, Amerikaans atleet en acteur (overleden 2007)
- 29 - Gerrit Bol, Nederlands wiskundige (overleden 1989)

### juni
- 3 - Josephine Baker, Amerikaans danseres, zangeres en actrice (overleden 1975)
- 8 - Charles Janssens, Belgisch acteur en revueartiest (overleden 1986)
- 9 - Huguette Clark, Amerikaans multimiljonair en kunstschilderes (overleden 2011)
- 15 - Léon Degrelle, Belgisch fascistisch politicus (overleden 1994)
- 15 - Johan te Slaa, Nederlands acteur (overleden 1980)
- 15 - Eivar Widlund, Zweeds voetballer (overleden 1968)
- 20 - Henk Asperslagh, Nederlands schilder, glazenier en monumentaal kunstenaar (overleden 1964)
- 20 - Robert Wade King, Amerikaans atleet (overleden 1965)
- 21 - Gusztáv Sebes, Hongaars voetballer en voetbaltrainer (overleden 1986)
- 22 - Billy Wilder, Oostenrijks-Amerikaans filmmaker (overleden 2002)
- 23 - Henricus Rol, Nederlands grafisch kunstenaar (overleden 1992)
- 24 - Jean Chot, Belgisch politicus (overleden 1991)
- 24 - Pierre Fournier, Frans cellist (overleden 1986)
- 27 - Ladislau da Guia, Braziliaans voetballer (overleden 1988)
- 28 - Maria Goeppert-Mayer, Duits/Amerikaans natuurkundige en Nobelprijswinnares (overleden 1972)
- 29 - Heinz Harmel, Duits generaal (overleden 2000)

### juli
- 2 - Hans Bethe, Amerikaans natuurkundige en Nobelprijswinnaar (overleden 2005)
- 3 - Alberto Lleras Camargo, Colombiaans politicus en diplomaat (overleden 1990)
- 7 - Yitzhak Ben-Aharon, Israëlisch politicus, publicist en vakbondsbestuurder (overleden 2006)
- 7 - Anton Karas, Oostenrijks citerspeler en componist (overleden 1985)
- 7 - Anna Marie Hahn, Duits-Amerikaanse seriemoordenares (overleden 1938)
- 11 - Herbert Wehner, Duits politicus (overleden 1990)
- 16 - Anne Brasz-Later, oudste inwoonster van Nederland (overleden 2020)
- 16 - Vincent Sherman, Amerikaans filmregisseur (overleden 2006)
- 18 - Sidney Darlington, Amerikaans elektrotechnicus en uitvinder (overleden 1997)
- 18 - Grete Weil, Duits schrijfster en vertaalster (overleden 1999)
- 19 - Klaus Egge, Noors componist (overleden 1979)
- 23 - Vladimir Prelog, Kroatisch-Zwitsers chemicus en Nobelprijswinnaar (overleden 1998)
- 30 - Alex Thépot, Frans voetballer (overleden 1989)

### augustus
- 3 - Leonhard Huizinga, Nederlands schrijver (overleden 1980)
- 4 - Marie José van België, Belgisch prinses; in 1946 koningin van Italië (overleden 2001)
- 5 - John Huston, Amerikaans acteur en regisseur (overleden 1987)
- 5 - Anne van Orléans, Frans prinses uit het huis Bourbon-Orléans (overleden 1986)
- 9 - Roque Ablan, Filipijns gouverneur en guerrillaleider (overleden 1943)
- 11 - Robert Lehnhoff, Duits oorlogsmisdadiger, alias "De Beul van Groningen" (overleden 1950)
- 16 - Dick Swidde, Nederlands acteur (overleden 1988)
- 18 - Antonius Hanssen, Nederlands bisschop (overleden 1958)
- 19 - Philo Farnsworth, Amerikaans uitvinder en televisiepionier (overleden 1971)
- 23 - Tecla San Andres-Ziga, Filipijns jurist en politicus (overleden 1992)
- 23 - Zoltan Sarosy, Hongaars-Canadees schaker (overleden 2017)
- 23 - Marie van der Zeyde, Nederlands letterkundige en vertaalster (overleden 1990)
- 26 - Albert Sabin, Amerikaans medicus (overleden 1993)
- 27 - Eino Penttilä, Fins atleet (overleden 1982)
- 28 - Klaas Schenk, Nederlands schaatscoach (overleden 1993)
- 28 - John Betjeman, Engels dichter en literatuurcriticus; Poet laureate 1972-1984 (overleden 1984)
- 29 - Andries Hoogerwerf (overleden 1977)
- 30 - Joan Blondell, Amerikaans actrice (overleden 1979)

### september
- 1 - Joaquín Balaguer, president van de Dominicaanse Republiek (overleden 2002)
- 4 - Max Delbrück, Duits-Amerikaans biofysicus en Nobelprijswinnaar (overleden 1981)
- 6 - Luis Federico Leloir, Argentijns biochemicus en Nobelprijswinnaar (overleden 1987)
- 8 - Robert C. Schnitzer, Amerikaans acteur en producer (overleden 2008)
- 8 - Heije Schaper, Nederlands militair en politicus (overleden 1996)
- 10 - Bertus van Lier, Nederlands componist en dirigent (overleden 1972)
- 12 - Gerhard Winkler, Duits componist (overleden 1977)
- 22 - Gustav Schäfer, Duits roeier (overleden 1991)
- 25 - José Figueres Ferrer, Costa Ricaans staatsman (overleden 1990)
- 25 - Jaroslav Ježek, Tsjechisch componist, dirigent (overleden 1942)
- 25 - Dmitri Sjostakovitsj, Russisch componist (overleden 1975)
- 27 - Charles Simons, Belgisch voetballer (overleden 1979)
- 30 - Václav Smetáček, Tsjechisch dirigent, componist, muziekpedagoog, musicoloog, filosoof en hoboïst (overleden 1986)

### oktober
- 3 - Raymond Triboulet, Frans politicus (overleden 2006)
- 4 - Indra Kamadjojo, Indisch-Nederlands danser, verteller en acteur (overleden 1992)
- 4 - Johannes Post, Nederlands verzetsstrijder tijdens de Tweede Wereldoorlog (overleden 1944)
- 6 - Janet Gaynor, Amerikaans actrice (overleden 1984)
- 8 - Maurice Maréchal, Belgisch atleet (overleden 1968)
- 9 - Léopold Senghor, Senegalees dichter, filosoof, schrijver en staatsman (overleden 2001)
- 10 - Emerson Spencer, Amerikaans atleet (overleden 1985)
- 12 - Jussi Sukselainen, Fins politicus (overleden 1995)
- 12 - Piero Taruffi, Italiaans autocoureur (overleden 1988)
- 14 - Hannah Arendt, Duits-Amerikaans Joods filosofe (overleden 1975)
- 14 - Hassan al-Banna, Egyptisch islamitisch geestelijke; oprichter van de Moslimbroederschap (overleden 1949)
- 17 - Ludo Bleys C.Ss.R., Nederlands priester en verzetsstrijder (overleden 1945)
- 17 - Jack Ensley, Amerikaans autocoureur (overleden 1972)
- 17 - Anton Sipman, Nederlands molendeskundige, schrijver en tekenaar (overleden 1985)
- 20 - Arturo Torres, Chileens voetballer en voetbalcoach (overleden 1987)
- 21 - Alfred De Fleurquin, Belgisch atleet (overleden ?)
- 22 - Kees van Baaren, Nederlands componist en muziekleraar (overleden 1970)
- 25 - Bets Dekens, Nederlands atlete (overleden 1992)
- 27 - Jef Dervaes, Belgisch wielrenner (overleden 1986)
- 29 - Walter Süskind, Duits-Nederlands verzetsstrijder (overleden 1945)

### november
- 6 - Michael Stewart, Brits politicus (overleden 1990)
- 8 - Andrej Pavlovitsj Kirilenko, Sovjet-Russisch politicus (overleden 1990)
- 8 - Edmond Kramer, Zwitsers voetballer (overleden 1945)
- 14 - Louise Brooks, Amerikaans actrice (overleden 1985)
- 14 - Felix Meskens, Belgisch atleet (overleden 1973)
- 15 - Curtis LeMay, Amerikaans generaal der luchtmacht, pionierend strateeg op de bommenwerper (overleden 1990)
- 17 - Hugh Edwards, Brits roeier (overleden 1972)
- 17 - Soichiro Honda, Japans autofabrikant (overleden 1991)
- 18 - George Wald, Amerikaans wetenschapper en Nobelprijswinnaar (overleden 1997)
- 19 - Jan Lemaire jr., Nederlands acteur en regisseur (overleden 1960)
- 19 - Franz Schädle, Duits militair (overleden 1945)
- 22 - Jørgen Juve, Noors voetballer (overleden 1983)
- 22 - Rita Lejeune, Belgisch taalkundige (overleden 2009)
- 24 - Ans Polak, Nederlands gymnaste (overleden 1943)
- 28 - Emmanuel Kriaras, Grieks filoloog en lexicograaf (overleden 2014)

### december
- 1 - Lore Grages, Duits vertaalster
- 2 - Jean Daninos, Frans autoconstructeur (Facel Vega) (overleden 2001)
- 2 - Peter Carl Goldmark, Hongaars-Amerikaans ingenieur, uitvinder van de lp (overleden 1977)
- 6 - Petrus Josephus Loontjens, Belgisch priester (overleden 1983)
- 12 - Pamela Wedekind, Duits actrice en zangeres (overleden 1986)
- 13 - Hendrik Brugmans, Nederlands taalwetenschapper en Europeaan (overleden 1997)
- 17 - Guus de Casembroot, Nederlands jonkheer en politicus (overleden 1965)
- 19 - Leonid Brezjnev, secretaris-generaal van de Communistische Partij van de Sovjet-Unie (overleden 1982)
- 19 - Frans-Jozef van Thiel, Nederlands voorzitter van de Tweede Kamer (overleden 1993)
- 22 - Pentti Larvo, Fins voetballer (overleden 1954)
- 22 - Cor Steyn, Nederlands musicus (overleden 1965)
- 24 - Jan Melchers, Nederlands sportbestuurder (voorzitter AFC Ajax 1958-1964) (overleden 2004)
- 25 - Ernst Ruska, Duits natuurkundige en Nobelprijswinnaar (overleden 1988)
- 25 - Fred Thomas, Nederlands journalist en schrijver (overleden 1959)
- 27 - Teun Struycken, Nederlands politicus (overleden 1977)
- 30 - Carol Reed, Brits filmregisseur (overleden 1976)

### datum onbekend
- Raymond Van Doren - Belgisch kunstenaar (overleden 1991)
- John Meulenhoff, Nederlands uitgever (overleden 1978)
- Johannes Punt, Nederlands esperantist en radiopresentator (overleden 2001)

## Overleden

### januari
- 14 - Hermann Sprengel (71), Duits schei- en natuurkundige
- 29 - Christiaan IX (87), koning van Denemarken

### februari
- 16 - Jacobus van Lokhorst (61), Nederlands architect en rijksbouwmeester
- 17 - Frits Bouwmeester sr. (57), Nederlands acteur

### maart
- 21 - Carl von Siemens (77), Duits industrieel

### april
- 5 - Eastman Johnson (81), Amerikaans kunstschilder
- 5 - Wilhelmus Wulfingh (66), apostolisch vicaris van Suriname
- 10 - Meinard Tydeman (78), Nederlands politicus
- 19 - Pierre Curie (46), Frans fysicus
- 19 - Spencer Gore (56), Brits tennisser en cricketer

### mei
- 23 - Henrik Ibsen (78), Noors dichter en toneelschrijver

### juni
- 30 - Jean Lorrain (50), Frans schrijver

### juli
- 5 - Jules Breton (79), Frans schilder

### augustus
- 4 - Viktor Hartmann (72), Russisch architect, beeldhouwer en kunstschilder
- 6 - Mathilde van Beieren (28), Beiers prinses

### september
- 1 - Alfons Janssens (64), Belgisch politicus voor de Katholieke Partij
- 5 - Ludwig Boltzmann (62), Oostenrijks wis- en natuurkundige
- 20 - Christiaan Marianus Henny (88), grondlegger van het Nationale-Nederlanden-concern en politicus
- 22 - Oscar Levertin (44), Zweeds schrijver, literatuurhistoricus en literatuurcriticus

### oktober
- 22 - Paul Cézanne (67), Frans impressionistisch schilder

### november
- 7 - Maximilian Ferdinand Wocke (85), Duits entomoloog
- 28 - Oskar Andersson, Zweeds striptekenaar en illustrator

### december
- 10 - Jan Gerard Palm (75) eerste componist van klassieke Curaçaose muziek; overleden te Curaçao
- 14 - Jean Abraham Chrétien Oudemans (78), Nederlands astronoom

## Weerextremen in België
- 26 februari: 74 mm neerslag in Verviers en 82 mm in Hoei.
- maart: 17 dagen met sneeuwval (normaal : 3 dagen).
- 14 mei: In 3h15 174 mm regen in Leuven. Overstromingen leiden plaatselijk tot belangrijke schade in Bertem.
- 28 juni: Door hagelbuien tussen Samber en Maas worden verschillende duizenden hectare graan en bieten vernield. In Beaumont vindt men een hagelsteen die 250 gram weegt.
- 28 juni: Tornado veroorzaakt schade in het bos van Sugny (Vresse-sur-Semois).
- 4 juli: 78 mm neerslag in 24 uur in Aarschot.
- 18 september: Vroege vorst in Bastogne met minimumtemperatuur van −0,9 °C.
- 27 september: Luchtdruk: 1037,9 hPa in Ukkel.
- 27 december: Sneeuw in heel België: in Brasschaat tot 35 cm sneeuw.

Bron: KMI Gegevens Ukkel 1901-2003  met aanvullingen 